# 1460.
1460. je sedmo desetletje v 15. stoletju med letoma 1460 in 1469. 